# 野畑新兵衛
野畑 新兵衛（のばた しんべえ、1888年12月5日 - 1990年3月14日）は日本の牧師、東京キリスト教短期大学（現、東京基督教大学）の発足のために尽力した。

## 生涯
- 1888年 東京下谷に生まれる
- 1913年 慶應義塾大学を卒業後、イギリスに留学。ロンドン留学中に堀内文一に出会い、回心する。すぐに、伝道者として召命を受ける。
- 1915年 帰国後日本伝道隊聖書学校（現在、関西聖書神学校）に入学して、バークレー・バックストンの薫陶を受ける。同級生には、佐藤邦之助、鋤柄熊太郎、柘植不知人、舟喜麟一らがいる。

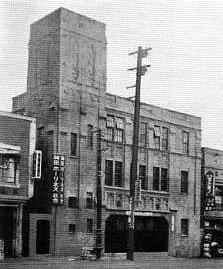
ホーリネス神田教会

- 1916年 神田ホーリネス教会の初代牧師に主任。
- 1917年 中田重治の按手を受けて、教職になる。4月8日　村田悦と結婚する。
- 1923年 関東大震災に被災して、自宅を消失する。
- 1924年 ホーリネス教団離脱、神田ホーリネス教会辞任。竹田俊造発足させた神戸基督復興教会の設立に参与する。自身は東京基督教復興教会を設立。
- 1941年 日本基督教団創立委員に就任、合同に際し教会は第７部に属し椎名町教会と改称。
- 1948年 日本同盟基督協会に属していた群の一部が松田政一を指導者として日本基督教団を離脱する。
- 1951年　東京等々力の同盟聖書学院教授に就任。日本基督教団離脱。日本同盟基督教団に加入。重責を担うことになる。
- 1952年11月13日 息子哨（ものみ）を列車事故で失う。[1]
- 1956年7月8日　哨記念会堂を献堂する。
- 1953年 同盟聖書学院が杉並区に移転、教授兼舎監になる。また学生課長に就任。
- 1955年 学院が東京都杉並区浜田山に移転して日本クリスチャン・カレッジに改称する。続けて同校の学生課長になる。
- 1963年 東京基督教短期大学学生課長を引退する。後任は丹羽喬。
- 1965年 東京基督教短期大学名誉教授になり、椎名町の自宅に戻る。
- 1957年 東京基督教短期大学創立25周年記念式典の説教をする。
- 1966年 東京キリスト教短期大学に改称して、国立に移転する。
- 1980年 東京キリスト教短期大学に新後援会を設立して会長になる。
- 1984年　過労で入院後自宅で生活。
- 1990年 東京都にて死去

## 人物像
- 学内ではほとんど和服を着用していた。
- 学生課長をしているときは、ほとんど学内に家族で住んだ。

## 著書
- 「棕梠の樹のごとく （附録・私の歩んだ道）」、いのちのことば社 、1971年
- 「円熟をめざして」いのちのことば社、1971年
- 「實際的基督教」1932年